# شموردا
شموردا (به آلمانی: Schmorda) یک شهر در آلمان است که در Ranis-Ziegenrück واقع شده‌است. شموردا ۸۳ نفر جمعیت دارد.